# Viko
VIKO — турецкая компания, производство в районе Санджактепе, провинция Стамбул. Продукция — групповые розетки и выключатели. Основана в 1966 году. В 2011 году приобретена компанией Panasonic.
Одна из трёх самых крупных и современных предприятий в секторе производства выключателей и розеток в мире — в год выпускает около 120 млн штук этой продукции (на 2011 год). Лидер рынка Турции, более 45 % продукции идёт на экспорт более чем в 70 стран мира.
В 2011 году стала лидером рынка на Украине с 30 процентами товарооборота, на российском рынке достигла доли в пятнадцать процентов.

## История
Основана в 1966 году в Стамбуле турецким предпринимателем Виктором Коэном и названа по первым буквам его инициалов Viko. Производство до 1980 года было не большое, площадь фабрики была всего 500 кв.м. В 1980 году компанию приобрели предприниматели Джахит Дурмаз и Али Даабаши, этот год и считается основанием фабрики.
Сначала фабрика была расширена до 5 тысяч кв. м., располагалась в Стамбуле. Потом площадь увеличилась до 15 тысяч, а в 2006 году — завод был перенесён в район Стамбула Санджактепе, производственные и складские помещения занимают площадь 50.000 м2.
В 2000 году выпущена 50 миллионная единица электромонтажной продукции, в 2002 — выпущена 100 миллионная единица, в 2010 — выпущена 500 миллионная единица.
Оборот предприятия в 2010 году составил 130 миллионов долларов.
В ноябре 2013 года 90 % акций компании Viko приобретены корпорацией Panasonic за $460 млн, пакет в 10 % акций остался у прежних владельцев. Название и бренд VIKO были сохранены. С марта 2014 года компания является отделением фирмы Eco Solutions, одной из четырёх дочерних компаний корпорации Panasonic.

## Продукция

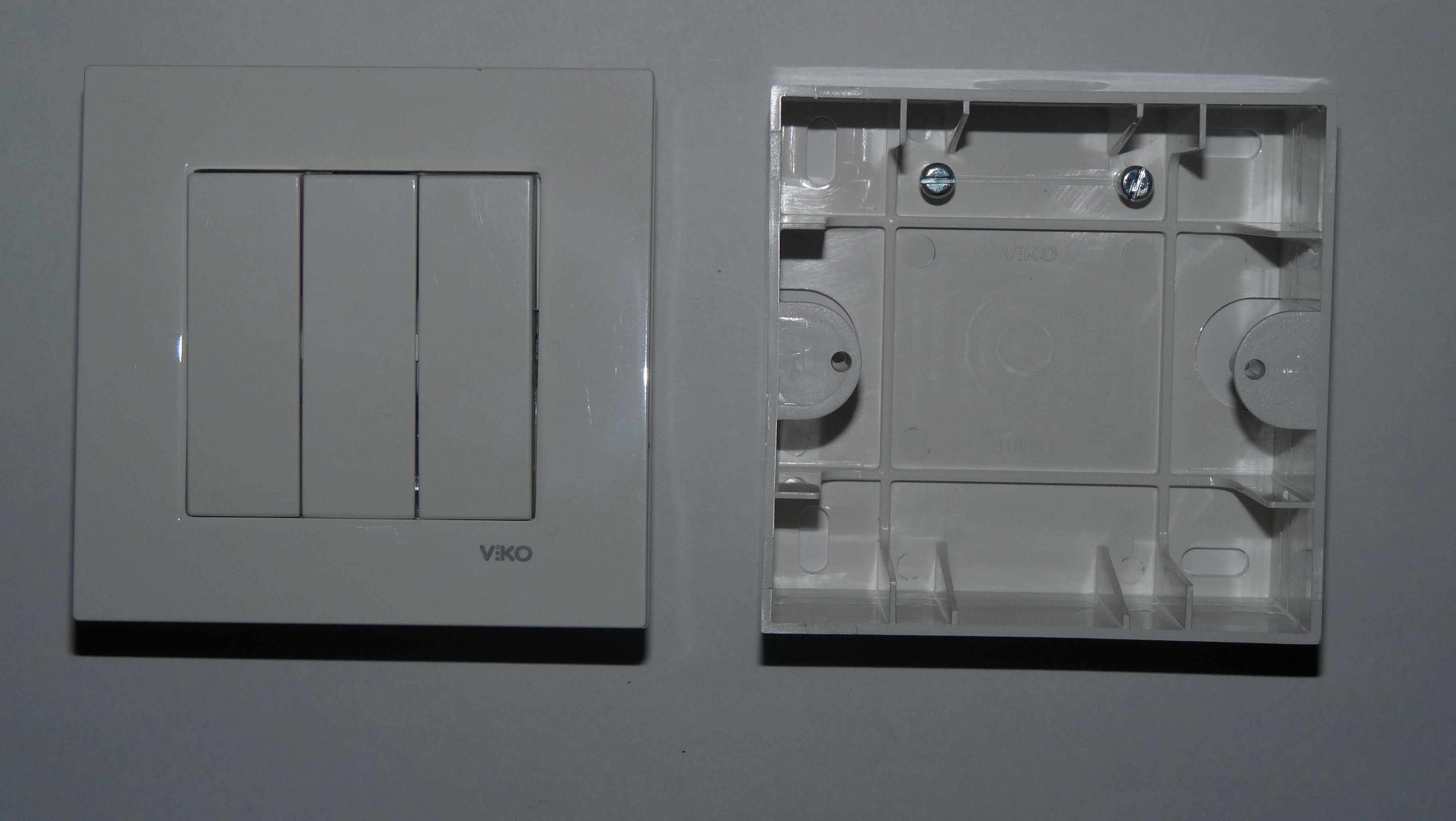
Выключатель VIKO

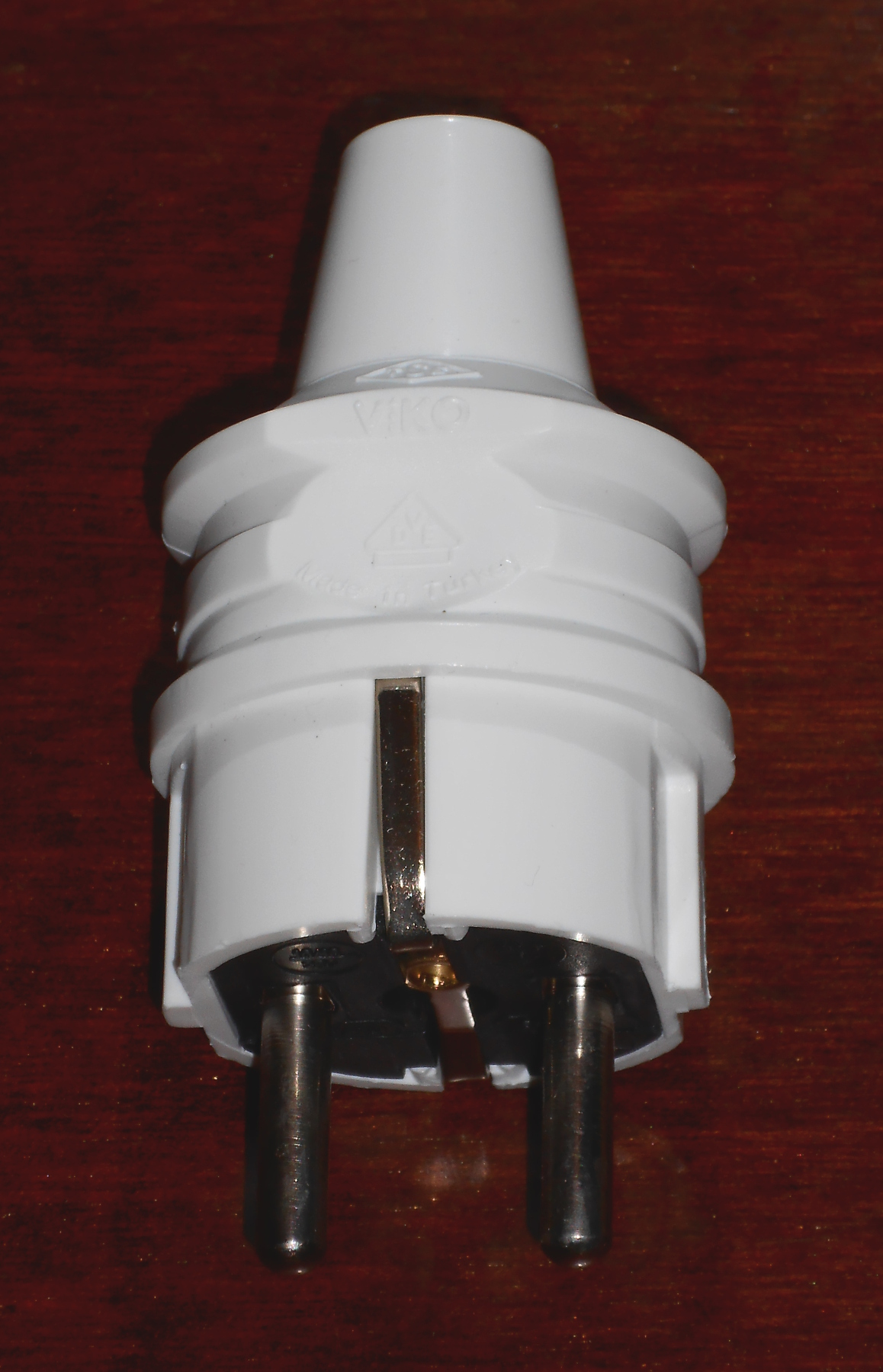
Вилка VIKO

VIKO производит разнообразное низковольтное оборудование которое используется как в домашних, так и в промышленных и коммерческих зданиях. Ассортимент продукции включает в себя: выключатели, розетки (как одинарные, так и двойные и тройные), аксессуары, автоматические выключатели, эл.счётчики и разнообразные распределительные устройства. В 2005 — запуск производства светодиодных светильников по маркой Thea.